# 浦添市
浦添市（日语：／ Urasoe shi */?，琉球語：／ ）位於日本國沖繩島南部地區與中部地區的分界，緊鄰那霸市，西側面海，北側為宜野灣市，東側為西原町。僅次於那霸市、沖繩市、宇流麻市為沖繩縣第四大城市。人口密度在縣內僅次於那霸市，比政令指定都市的埼玉市還高。產業以工商業為主。12世紀至14世紀間，浦添城為中山王國的首都。
在沖繩島戰役中，日軍為了保護設置於首里的中央司令部，在浦添市以及宜野灣市的區域內與美軍展開了城市戰。戰後市內西海岸地區也成為美軍的基地「牧港補給基地」。

## 人口
| 浦添市人口分布圖 |                                               |  |
| 浦添市與日本全國年齡別人口分布比較圖 （2005年資料） | 浦添市的年齡、男女別人口分布圖 （2005年資料） |  |
| ■紫色是浦添市 ■綠色是全国 | ■藍色是男性 ■紅色是女性                       |  |
| 浦添市人口變化 \| 1970年 \| 41,768人 \| \| \| 1975年 \| 59,289人 \| \| \| 1980年 \| 70,282人 \| \| \| 1985年 \| 81,611人 \| \| \| 1990年 \| 89,994人 \| \| \| 1995年 \| 96,002人 \| \| \| 2000年 \| 102,734人 \| \| \| 2005年 \| 106,049人 \| \| \| 2010年 \| 110,351人 \| \| \| 2015年 \| 114,232人 \| \| \| 2020年 \| 115,690人 \| \| |                                               |  |
| 資料來源：日本總務省統計中心提供之人口普查數據 |                                               |  |
| 1970年 | 41,768人                                      |  |
| 1975年 | 59,289人                                      |  |
| 1980年 | 70,282人                                      |  |
| 1985年 | 81,611人                                      |  |
| 1990年 | 89,994人                                      |  |
| 1995年 | 96,002人                                      |  |
| 2000年 | 102,734人                                     |  |
| 2005年 | 106,049人                                     |  |
| 2010年 | 110,351人                                     |  |
| 2015年 | 114,232人                                     |  |
| 2020年 | 115,690人                                     |  |

## 產業
商業
市內的主要的商圈，包括汽車銷售公司、購物中心和快餐店，分布於國道58號沿線。1991年西海岸填海造地後形成了沖繩縣批發商業區，區內有63公司，是沖繩縣內主要物流據點。而第二次填海造地後，預計將以運輸等物流站為設置目標。
在浦添市設置總公司的企業包括沖繩電力、獵戶座啤酒、沖繩明治乳業、沖繩可口可樂。
農業
1998年12月末時，市內種植面積為4,053公頃，佔全市區面積的2％，多數集中在東部。甘蔗佔種植面積的51.2％、蔬菜類23％。農戶222戶，其中13戶為專業農戶，209戶為兼營農家。 
漁業
1998年12月末時有87戶漁民，64艘漁船，64戶（73.5％）為職業漁民，年捕魚量為120噸，營收約1億2,996萬日圓。
近幾年安排江捕漁業轉換為養殖漁業，於1986年開始蝦的養殖，每年均順利的成長，1998年12月末時已年產38，營收約1億9,800萬日圓。
工業
1997年末時，市內有167個事業所，為沖繩縣第四高，工作人員1,988人，為沖繩縣第二；製造品出貨營業額495億日圓，為沖繩縣第三。 
金屬產品製造業有31個事業所，員工188人，食品製造業有37個事業所，員工813人，出版印刷相關產業有32個事業所，員工228人。

## 歷史
13世紀時，琉球王國的英祖王朝開始以浦添為首都，直到中山王國被尚巴志滅亡為止。
戰後由於那霸市人口成長快速，使得緊鄰那霸市的浦添人口也跟著成長，於1970年從浦添村改制為浦添市，1998年1月人口突破10萬人。
- 1887年：浦添小學成立。
- 1896年：實施郡區制，浦添間切編入中頭郡。
- 1908年：實施島嶼町村制，改設浦添村。
- 1922年：沖繩縣營鐵道通車，設置內間站、城間站。
- 1935年：建立伊祖神社。
- 1945年：約半數（44.6%）的居民在沖繩島戰役中犧牲。
- 1946年：多數居民成為美軍的俘虜被送往收容所。
- 1947年：收納戰爭死者遺體的浦和塔完成。
- 1950年：開始建設美軍基地「牧港補給基地」。
- 1970年：浦添村改制為浦添市。
- 1990年：浦添市美術館開館。
- 2006年4月29日：大型購物中心「浦添購物中心」開幕。

## 交通

### 鐵路
- 二次大戰前原本有沖繩縣營鐵道嘉手納線，但已於二次大戰期間遭到破壞，當時在浦添市內設有「牧港站」、「城間站」、「內間站」。
- 沖繩都市單軌鐵路線於2019年10月1日延伸至浦添市，沿途增設石嶺、經塚、浦添前田、日子浦西站等四站，其中石嶺位於那霸市境內。

### 道路
高速道路
- 沖繩自動車道：西原交流道

國道
- 國道58號
- 國道330號

主要地方道
- 沖繩縣道38號浦添西原線

一般縣道
- 沖繩縣道153號線
- 沖繩縣道241號宜野灣南風原線
- 沖繩縣道251號那霸宜野灣線

## 觀光景點
- 浦添城遺址
- 浦添ようどれ
- 伊波普猷陵園
- 浦添貝塚
- 伊祖城遺址
- 經塚碑

## 教育
高等學校
- 沖繩縣立浦添高等學校（日语：沖縄県立浦添高等学校）
- 沖繩縣立浦添商業高等學校（日语：沖縄県立浦添商業高等学校）
- 沖繩縣立浦添工業高等學校（日语：沖縄県立浦添工業高等学校）
- 沖繩縣立那霸工業高等學校（日语：沖縄県立那覇工業高等学校）
- 沖繩縣立陽明高等學校（日语：沖縄県立陽明高等学校）
- 昭和藥科大學附屬高等學校（日语：昭和薬科大学附属高等学校・中学校）

中學校
- 浦添市立浦添中學校（日语：浦添市立浦添中学校）
- 浦添市立港川中學校（日语：浦添市立港川中学校）
- 浦添市立神森中學校（日语：浦添市立神森中学校）
- 浦添市立仲西中學校（日语：浦添市立仲西中学校）
- 浦添市立浦西中學校（日语：浦添市立浦西中学校）
- 昭和藥科大學附屬中學校（日语：昭和薬科大学附属高等学校・中学校）

小學校
- 浦添市立浦添小學校
- 浦添市立仲西小學校
- 浦添市立神森小學校
- 浦添市立浦城小學校
- 浦添市立牧港小學校
- 浦添市立當山小學校
- 浦添市立內間小學校
- 浦添市立港川小學校
- 浦添市立宮城小學校
- 浦添市立澤岻小學校
- 浦添市立前田小學校

特教學校
- 沖繩縣立大平特別支援學校（日语：沖縄県立大平特別支援学校）
- 沖繩縣立鏡丘特別支援學校（日语：沖縄県立鏡が丘特別支援学校）
  - 浦添分校及高等部分教室

專修學校
- 沖繩縣立浦添看護學校 （页面存档备份，存于）
- 沖繩齒科衛生士學校
- 美野里學園 琉球調理師專修學校 （页面存档备份，存于）
- 國際設計學會

## 地方媒體
電台
- FM21（日语：エフエム二十一）

## 姊妹、友好城市

### 日本
- 蒲郡市（愛知縣）

### 海外
- 泉州市（中華人民共和國 福建省）

## 外部連結
- （日語） 官方网站
- （日語） 維客旅行上的浦添市 （页面存档备份，存于）
- OpenStreetMap上有關浦添市的地理